# Эрнст I (герцог Швабии)
Эрнст I (между 970 и 990—31 мая 1015) — герцог Швабии с 1012 года. Младший сын Леопольда I, маркграфа Австрии.

## Биография
В 1012 году король Германии Генрих II передал Швабию Эрнсту после смерти бездетного Германа III.
В целях узаконить своё правление он женился на Гизеле Швабской. От этого брака у Эрнста I было два сына: Эрнст и Герман, которые впоследствии оба станут герцогами Швабии.
Эрнст I умер 31 мая 1015 года во время охоты. Престол наследовал его сын Эрнст.
Эрнст I был похоронен в Вюрцбурге.